# Antoine-Denis Chaudet

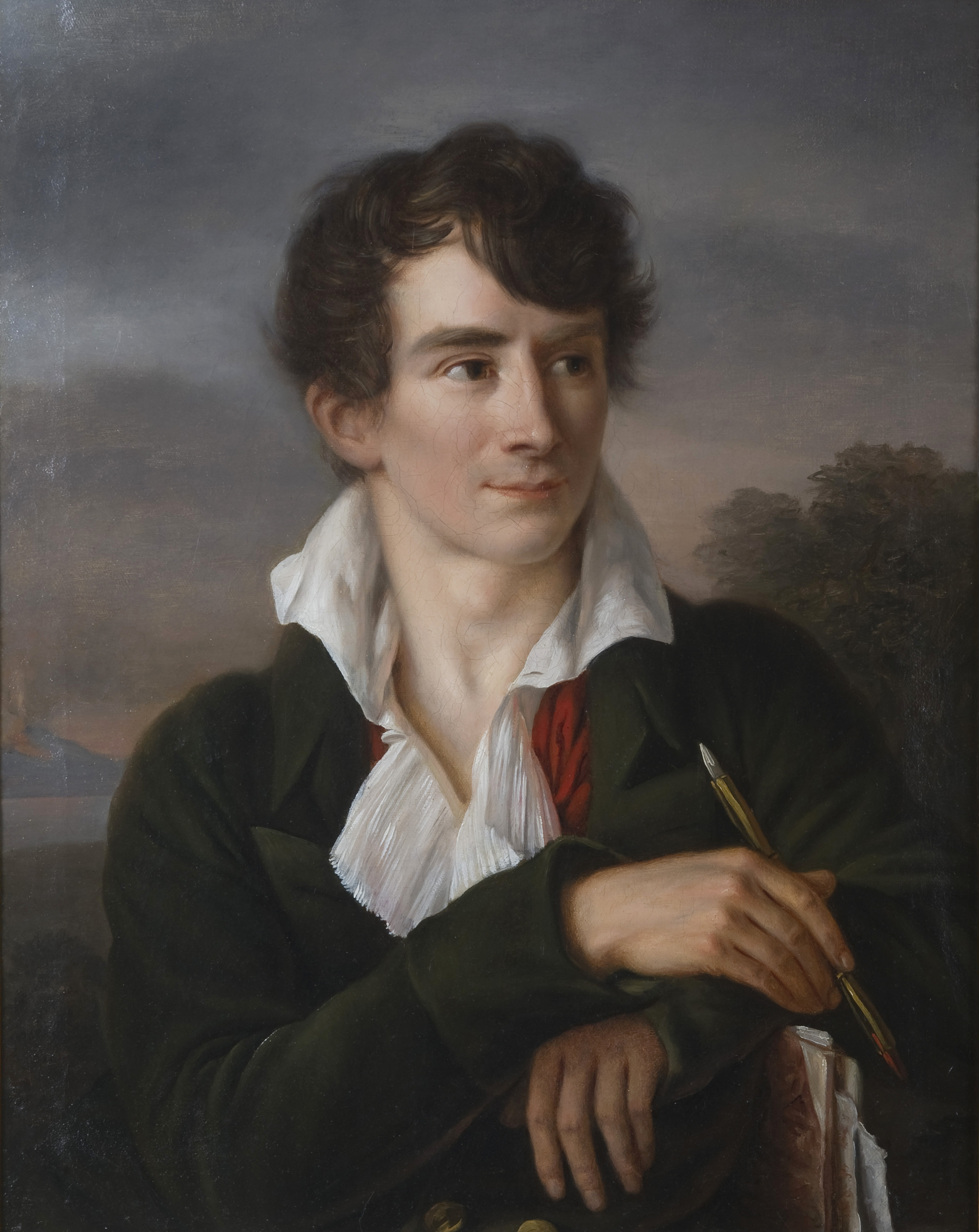
Antoine-Denis Chaudet.

Antoine-Denis Chaudet, född 1763 i Paris, död 1810 i Paris, var en fransk skulptör.
Chaudet utbildade sig särskilt genom studier i Italien och blev en typisk representant för klassicismen under Napoleon, som också uppmuntrade honom. Chaudet gjorde flera byster och statyer av Napoleon I. I London finns idag hans Oedipusgrupp och den av Antonio Canova inspirerarde Amor fångande en fjäril. Chaudet verkade även som målare och tecknare.